# Cavenderichthys
Cavenderichthys talbragarensis är ett utdött släkte av förhistoriska benfiskar. Fossil har hittats i Talbragarfloden. Den är nära besläktad och mycket lik fisken Leptolepis som levde under samma tid.